# Sabina Santilli
Sabina Santilli (San Benedetto dei Marsi, 29 maggio 1917 – San Benedetto dei Marsi, 12 ottobre 1999) è stata un'attivista italiana per i diritti dei sordociechi e dei pluriminorati psicosensoriali, fondatrice e prima presidente dell'associazione Lega del Filo d'Oro.

## Biografia

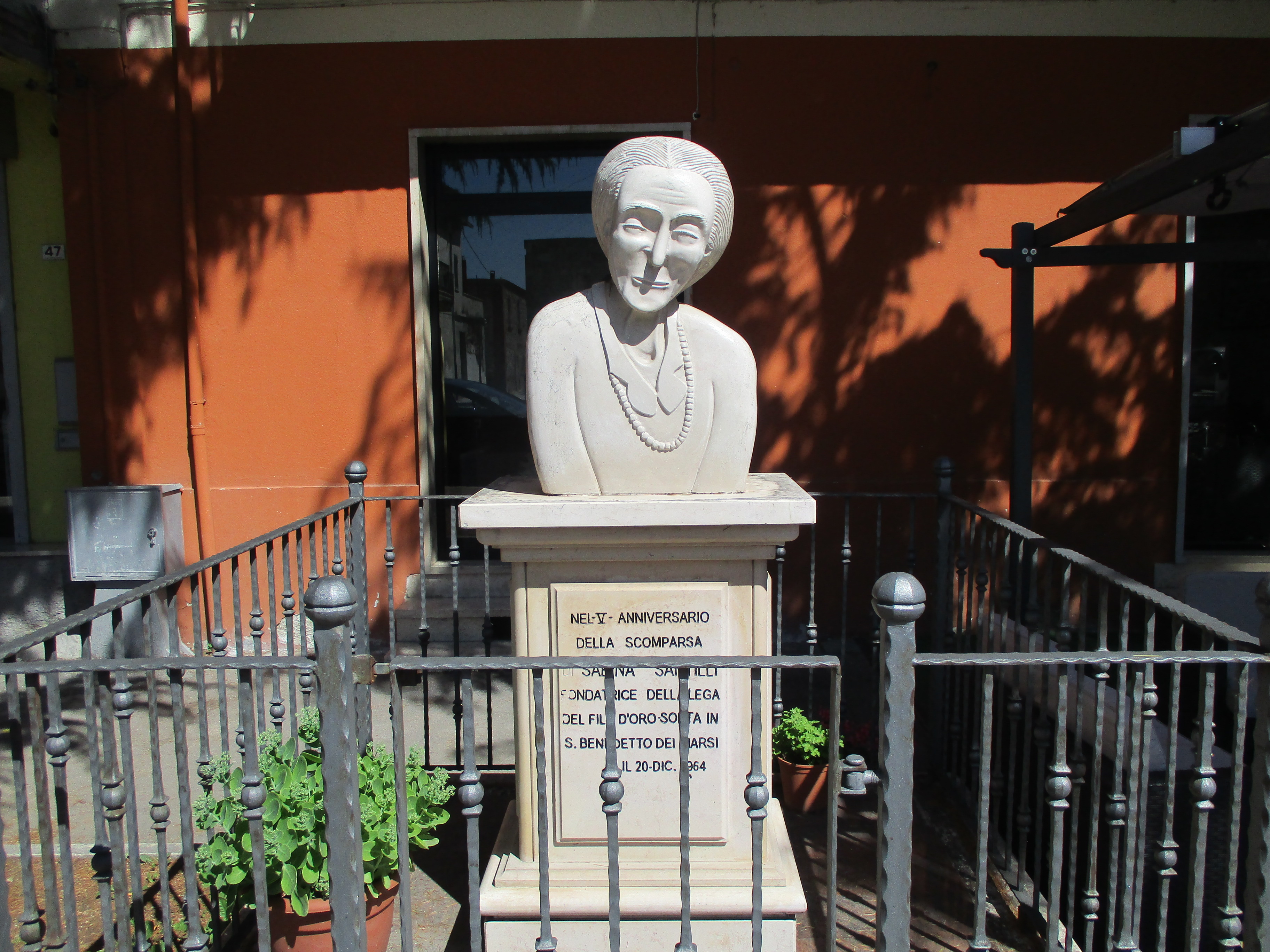
Busto di Sabina Santilli a San Benedetto dei Marsi

Sabina nacque a San Benedetto dei Marsi, un piccolo comune dell'Abruzzo già dimezzato (2.700 morti rispetto ai 4.200 abitanti) dal terremoto della Marsica del 1915, undicesimo grado della scala Mercalli. Nell'evento sismico, i genitori di Sabina, Pacifico e la moglie Elisa persero casa e due bambini: Ebbero in seguito altri sette figli, tra i quali Loda, Ettore e Sabina. 

Nel 1924, a sette anni, come conseguenza di una meningite Sabina perse l’udito e la vista
(Sabina Santilli agli amici della Caritas di Avezzano nel 1982)
 Desiderosa di fare la sarta, aveva già imparato a scrivere e a gennaio, dopo solo tre mesi dall'inizio della scuola del paese, venne promossa nella seconda elementare. Ricoverata al Policlinico Umberto I di Roma, dopo un mese tornò a casa e per tre anni si ingegnò per poter fare le cose come prima, ma nella nuova condizione.
A dieci anni Sabina divenne la prima alunna del nuovo Istituto per ciechi guidato da Augusto Romagnoli di Roma dove imparò il Braille e il metodo Malossi. Da questa sua esperienza e dall'idea della riabilitazione precoce nacque l'idea della futura associazione della Lega. Dalla sua casa natale iniziò a scrivere lettere per mettere in contatto tra di loro le persone con i suoi stessi problemi e le sue stesse difficoltà. Scrisse in Braille (con un sistema di piegare la carta che le permise di andare velocemente) spiegando cose pratiche come lo stiro e il giardinaggio, come coltivare interessi nuovi e spronando gli altri ad essere attivi. E poi lettere di richiesta d'aiuto (indirizzate ai vicini, alle parrocchie, associazioni, enti) per le singole persone sul territorio.

Francobollo Lega filo d'oro

Il 20 dicembre 1964, aiutata dal giovane sacerdote Don Dino Marabini e un gruppo di volontari fondò la Lega del filo d'oro e ne fu la prima presidente. L'associazione, con la sede nazionale ad Osimo, nelle Marche, diventò ente morale iniziando con il 1967 ed in seguito Organizzazione Non Lucrativa di Utilità sociale (ONLUS) dal 1998. È impegnata nell’educazione, l'assistenza, la riabilitazione e il reinserimento nelle famiglie e nella società di bambini, giovani e adulti sordociechi e con disabilità congiunta della vista e dell’udito.
(Sabina Santilli)

Mentre alla radio, il 2 giugno 1968, viene annunciata la morte di Helen Keller (la prima sordocieca che, grazie all'istruzione e all'aiuto della sua insegnante Anne Sullivan riuscì a condurre una vita indipendente, storia alla base del film Anna dei miracoli) Sabina affermò:

## Riconoscimenti
La storia della sua vita ha ispirato il libro Le mie dita ti hanno detto, scritto dalla giornalista Sara De Carli edito da Vita nel 2012.
La città di Bologna ha intitolato una rotonda a suo nome.